# La Trahison des clercs
La Trahison des clercs est un ouvrage de Julien Benda paru initialement en 1927 et réédité en 1946 avec une longue préface de l'auteur, et réédité depuis lors plusieurs fois et en plusieurs langues.
Une nouvelle édition sortit en 1975, dont la préface fut rédigée par André Lwoff.

## Description
À une époque où de nombreux intellectuels et artistes se tournent vers la politique et les idéologies, Julien Benda leur reproche de se détourner des « valeurs cléricales », c'est-à-dire la recherche du beau, du vrai, du juste, et qui sont pour lui « statiques » et « rationnelles ».
Cet ouvrage vise plus particulièrement les intellectuels qui prônent l'ordre, un État fort, en particulier les intellectuels fascistes ou nationalistes des années 1930, mais aussi les communistes. Il reproche particulièrement aux écrivains « engagés » de prétendre servir ces valeurs (le vrai, le juste) alors qu'ils servent une idéologie. C'est en cela que consiste leur « trahison » : ils tiennent un discours qui se veut désintéressé et rationnel, alors que celui-ci est fondé sur des émotions idéologiques et non sur la raison. Il défend le clerc, adepte de l'activité libre et désintéressée qu'est le simple exercice indépendant de la raison. Et s'il admet que celui-ci s'engage en politique, il soutient que ce ne doit être qu'au nom des valeurs morales absolues, statiques qu'il défend, et non en soutien à un mouvement politique et à son idéologie.
C'est un essai très critique envers le nationalisme réactionnaire français des années 1930, dont il analyse longuement les racines et démonte patiemment l'argumentaire. Cette critique va même au-delà, attaquant le concept même du nationalisme, et préparant le terrain pour un autre ouvrage fameux de Benda, le Discours à la nation européenne.

## Réactions
Ce livre peut être lu comme un manifeste de méfiance face aux idéologies et aux idéologues qui ont dominé les XIXe et XXe siècles. Il valut à son auteur d'être attaqué très violemment par la quasi-totalité des intellectuels de son temps, à l'exception de la Nouvelle Revue française qui fera de lui un de ses journalistes politiques phares jusqu'en 1940.

## Extraits
« Tolstoï, alors officier, conte comment lors d'une marche, un de ses collègues frappa un homme qui s'écartait du rang. Il lui a dit : « N'êtes-vous pas honteux de traiter ainsi un de vos semblables ? Vous n'avez donc pas lu l'Évangile ? ». À quoi l'autre répondit : « Vous n'avez donc pas lu les règlements militaires ? ».
Cette réponse est celle que s'attirera toujours le spirituel qui veut régir le temporel. Elle me paraît fort sage. Ceux qui conduisent les hommes à la conquête des choses n'ont que faire de la justice et de la charité. […]
La plupart des moralistes écoutés en Europe depuis cinquante ans, singulièrement les gens de lettre en France, invitent les hommes à se moquer de l'Évangile et à lire les règlements militaires. »

— Julien Benda, La Trahison des clercs.

« Il était réservé à notre temps de voir des hommes de pensée ou qui se disent tels faire profession de ne soumettre leur
patriotisme à aucun contrôle de leur jugement, proclamer (Barrès) que « la patrie eût-elle tort, il faut lui donner raison », déclarer traîtres à leur nation ceux de leurs compatriotes qui gardent à son égard leur liberté d’esprit ou du moins de parole »

— Julien Benda, La Trahison des clercs.
L'ouvrage s'achève sur un long alinéa évoquant la possibilité, terrifiante aux yeux de Benda, de voir le nationalisme s'élever au niveau de l'espèce humaine contre les autres espèces, au lieu que ce fût nation contre nation. Il peint alors ce tableau, avec l'œil noir de l'ironie :

« Nous disions plus haut que la fin logique de ce réalisme intégral professé par l’humanité actuelle, c’est l’entre-tuerie organisée des nations ou des classes.
On en peut concevoir une autre, qui serait au contraire leur réconciliation, le bien à posséder devenant la terre elle-même [...] cependant que la volonté de se poser comme distinct serait transférée de la nation à l'espèce orgueilleusement dressée contre tout ce qui n'est pas elle. [...] On peut penser parfois qu’un tel mouvement s’affirmera de plus en plus et que c'est par cette voie que s'éteindront les guerres interhumaines.
On arrivera ainsi à une « fraternité universelle », mais qui, loin d'être l'abolition de l'esprit de nation avec ses appétits et ses orgueils, en sera au contraire la forme suprême, la nation s'appelant l'Homme et l'ennemi s'appelant Dieu. 

Et dès lors, unifiée en une immense armée, en une immense usine, ne connaissant que des héroïsmes, des disciplines, des inventions, flétrissant toute activité libre et désintéressée, bien revenue de placer le bien au-delà du monde réel et n'ayant plus pour dieu qu'elle-même et ses vouloirs, l'humanité atteindra à de grandes choses, je veux dire à une mainmise vraiment grandiose sur la matière qui l'environne, à une conscience vraiment joyeuse de sa puissance et de sa grandeur. Et l'histoire sourira de penser que Socrate et Jésus-Christ sont morts pour cette espèce. »

— Julien Benda, La Trahison des clercs.